# Danny Wagner
Daniel Ernest Wagner, detto Danny (Henryetta, 1º agosto 1922 – Houston, 27 dicembre 1997), è stato un cestista statunitense, professionista nella NBL e nella NBA.